# Њу Лексингтон (Охајо)
Њу Лексингтон (енгл. New Lexington) град је у америчкој савезној држави Охајо.

## Демографија
По попису из 2010. године број становника је 4.731, што је 42 (0,9%) становника више него 2000. године.
| Група             | 2000.         | 2010.         |
| Белци             | 4.619 (98,5%) | 4.613 (97,5%) |
| Афроамериканци    | 8 (0,2%)      | 22 (0,5%)     |
| Азијати           | 6 (0,1%)      | 7 (0,1%)      |
| Хиспаноамериканци | 18 (0,4%)     | 28 (0,6%)     |
| Укупно            | 4.689         | 4.731         |